# Bad Homburg Open 2022 - Qualificazioni singolare
Le qualificazioni del singolare del Bad Homburg Open 2022 sono state un torneo di tennis preliminare per accedere alla fase finale della manifestazione. Le vincitrici dell'ultimo turno sono entrate di diritto nel tabellone principale. In caso di ritiro di una o più giocatrici aventi diritto, a queste sono subentrate le Lucky loser, ossia le giocatrici che hanno perso nell'ultimo turno ma che avevano una classifica più alta rispetto alle altre partecipanti che avevano comunque perso nel turno finale.

## Teste di serie
1. Misaki Doi (ultimo turno, lucky loser)

1. Tamara Korpatsch (ultimo turno, lucky loser)

### Qualificate
1. Julija Hatouka
2. Katie Swan

1. Kamilla Rachimova
2. Anastasija Gasanova

### Lucky loser
1. Misaki Doi

1. Tamara Korpatsch

## Tabellone

### Legenda
| - Q = Qualificato - WC = Wild card - LL = Lucky loser | - ALT = Alternate - SE = Special Exempt - PR = Protected Ranking | - w/o = Walkover - r = Ritirato - d = Squalificato |

### Sezione 1
|  | Ultimo turno |                |                |    |   |  |
|  |              |                |                |    |   |  |
|  | 1            | Misaki Doi     | Misaki Doi     | 65 | 3 |  |
|  |              | Julija Hatouka | Julija Hatouka | 7  | 6 |  |

### Sezione 2
|  | Ultimo turno |                  |                  |   |   |  |
|  |              |                  |                  |   |   |  |
|  | 2/WC         | Tamara Korpatsch | Tamara Korpatsch | 2 | 1 |  |
|  | WC           | Katie Swan       | Katie Swan       | 6 | 6 |  |

### Sezione 3
|  | Ultimo turno |                   |                   |   |   |  |
|  |              |                   |                   |   |   |  |
|  |              | Han Xinyun        | Han Xinyun        | 1 | 3 |  |
|  |              | Kamilla Rachimova | Kamilla Rachimova | 6 | 6 |  |

### Sezione 4
|  | Ultimo turno |                     |                     |    |   |  |
|  |              |                     |                     |    |   |  |
|  |              | Anna Blinkova       | Anna Blinkova       | 65 | 2 |  |
|  |              | Anastasija Gasanova | Anastasija Gasanova | 7  | 6 |  |